# Severus Alexander

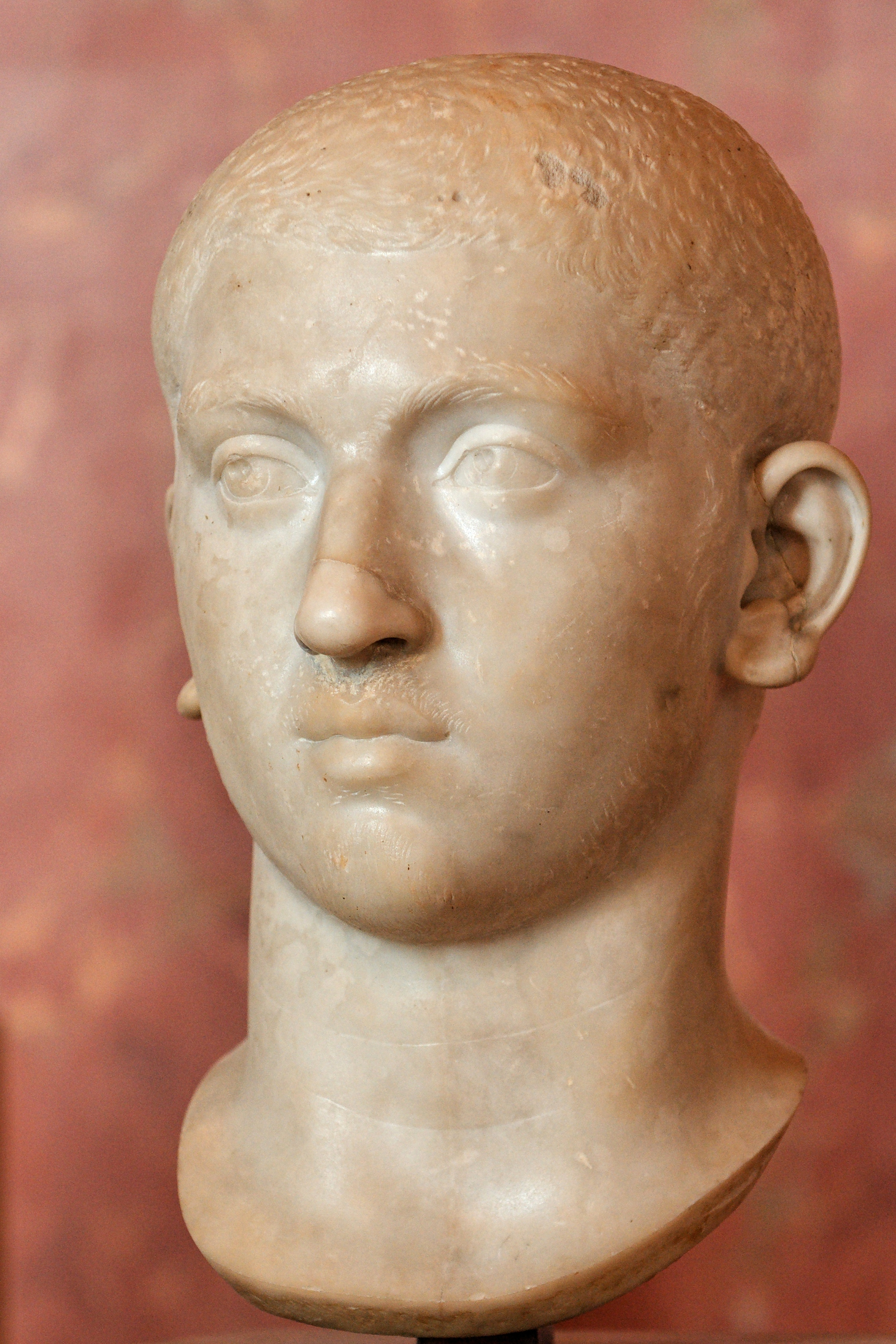
Büste des Severus Alexander im Louvre

Severus Alexander (* 1. Oktober 208 in Arca Caesarea, Arqa im heutigen Libanon; † im März 235 in der Nähe von Mogontiacum) war vom 13. März 222 bis zu seinem Tod römischer Kaiser. Sein ursprünglicher Name war Bassianus Alexianus. Ab Juni 221 nannte er sich Marcus Aurel(l)ius Alexander, als Kaiser trug er den Namen Marcus Aurel(l)ius Severus Alexander. Die vor allem in der spätantiken Historia Augusta  gebräuchliche Namensform Alexander Severus ist nicht authentisch, wird aber auch von einigen modernen Autoren verwendet. Er war der letzte Kaiser aus der Dynastie der Severer.
Im Juni 221 wurde der noch nicht dreizehnjährige Alexander von seinem nur vier Jahre älteren Vetter, Kaiser Elagabal, zum Caesar erhoben und damit zum Nachfolger bestimmt. Im folgenden Jahr konnte er nach Elagabals Ermordung problemlos die Herrschaft antreten. Zeit seines Lebens stand er unter dem dominierenden Einfluss seiner Mutter Julia Mamaea. Sie war die eigentliche Herrscherin und arrangierte auch seine Ehe. Da sie sich aber weder bei den hauptstädtischen Prätorianern noch im Heer Autorität verschaffen konnte, war ihre Machtausübung stets prekär.
Nach einem verlustreichen Perserkrieg mit unentschiedenem Ausgang musste der Kaiser zur Abwehr eines Germaneneinfalls an den Rhein eilen. Dort wurde ihm seine Unbeliebtheit im Heer zum Verhängnis. Er fiel 235 bei Mainz mit seiner Mutter einer Soldatenmeuterei zum Opfer, als stattdessen der Offizier Maximinus zum Kaiser ausgerufen wurde. Es begann die Epoche der Soldatenkaiser und mit ihr die „Reichskrise des 3. Jahrhunderts“, eine krisenhafte Verschärfung der von den Severern hinterlassenen strukturellen Probleme.

## Herkunft, Kindheit und Aufstieg zur Macht
Alexander war von mütterlicher und väterlicher Seite syrischer Herkunft. Sein Vater, der Procurator Gessius Marcianus, war ein Ritter aus Arca Caesarea, wo Alexander am 1. Oktober 208 geboren wurde. Seine Mutter Julia Mamaea gehörte dem Senatorenstand an, war also von vornehmerer Abstammung als sein Vater. Sie war eine Tochter der Julia Maesa, der Schwester der Kaiserin Julia Domna, und war, bevor sie die Ehe mit Gessius Marcianus schloss, in erster Ehe mit einem Konsular verheiratet gewesen. Ihre Familie stammte aus der syrischen Stadt Emesa (heute Homs) und war dort sehr angesehen. Julia Domna, Alexanders Großtante, war die Frau des Kaisers Septimius Severus (193–211), der die Dynastie der Severer gegründet hatte. Alexander war also mit dem Dynastiegründer nicht verwandt, sondern war nur ein Enkel von dessen Schwägerin. Dennoch wird er zu den Severern gezählt, weil er sich selbst dieser Dynastie zurechnete und sich als Sohn des Severers Caracalla ausgab.
Alexanders Urgroßvater Julius Bassianus, der Vater von Julia Domna und Julia Maesa, hatte in Emesa das Amt des Oberpriesters des Sonnengottes Elagabal ausgeübt, das in der Familie erblich war. Nach seinem Urgroßvater erhielt Alexander seinen ursprünglichen Namen Bassianus. Schon als Kind wurde er in den Elagabal-Kult eingeführt und mit einer priesterlichen Funktion betraut.
Am 8. April 217 wurde Kaiser Caracalla, der Sohn und Nachfolger des Septimius Severus, in Mesopotamien auf einem Feldzug ermordet. Nach anfänglichem Zögern erhob das Heer den Prätorianerpräfekten Macrinus, der das Attentat auf Caracalla vermutlich organisiert hatte, zum neuen Kaiser. Dies bedeutete einen Dynastiewechsel. Macrinus bestimmte sogleich seinen unmündigen Sohn zum künftigen Nachfolger. Damit war die syrische Sippe, der Alexander angehörte, von den Schalthebeln der Macht entfernt. Julia Domna nahm sich das Leben. Da die männliche Nachkommenschaft von Septimius Severus und Julia Domna nun ausgestorben war, wollte Alexanders Großmutter Maesa ihren eigenen Nachkommen die Kaiserwürde verschaffen. Dafür war ihr vierzehnjähriger Enkel Elagabal, Alexanders Vetter, ausersehen. Er war der Sohn von Julia Soaemias, der älteren Schwester von Julia Mamaea.
|                         |                         |                         |                         |                         |                         |  |  |                           |                           |                           |                           | Julius Bassianus          |                           |  |  |             |             |             |             |             |             |  |  |                           |                           |                           |                           |                           |                           |  |  |  |  |  |  |  |  |  |  |  |  |  |  |  |  |  |  |  |  |  |  |  |  |
|                         |                         |                         |                         |                         |                         |  |  |                           |                           |                           |                           |                           |                           |  |  |             |             |             |             |             |             |  |  |                           |                           |                           |                           |                           |                           |  |  |  |  |  |  |  |  |  |  |  |  |  |  |  |  |  |  |  |  |  |  |  |  |
|                         |                         |                         |                         |                         |                         |  |  |                           |                           |                           |                           |                           |                           |  |  |             |             |             |             |             |             |  |  |                           |                           |                           |                           |                           |                           |  |  |  |  |  |  |  |  |  |  |  |  |  |  |  |  |  |  |  |  |  |  |  |  |
| Julius Avitus Alexianus | Julius Avitus Alexianus | Julius Avitus Alexianus | Julius Avitus Alexianus | Julius Avitus Alexianus | Julius Avitus Alexianus |  |  | Julia Maesa               | Julia Maesa               | Julia Maesa               | Julia Maesa               | Julia Maesa               | Julia Maesa               |  |  | Julia Domna | Julia Domna | Julia Domna | Julia Domna | Julia Domna | Julia Domna |  |  | Septimius Severus 193–211 | Septimius Severus 193–211 | Septimius Severus 193–211 | Septimius Severus 193–211 | Septimius Severus 193–211 | Septimius Severus 193–211 |  |  |  |  |  |  |  |  |  |  |  |  |  |  |  |  |  |  |  |  |  |  |  |  |
| Julius Avitus Alexianus | Julius Avitus Alexianus | Julius Avitus Alexianus | Julius Avitus Alexianus | Julius Avitus Alexianus | Julius Avitus Alexianus |  |  | Julia Maesa               | Julia Maesa               | Julia Maesa               | Julia Maesa               | Julia Maesa               | Julia Maesa               |  |  | Julia Domna | Julia Domna | Julia Domna | Julia Domna | Julia Domna | Julia Domna |  |  | Septimius Severus 193–211 | Septimius Severus 193–211 | Septimius Severus 193–211 | Septimius Severus 193–211 | Septimius Severus 193–211 | Septimius Severus 193–211 |  |  |  |  |  |  |  |  |  |  |  |  |  |  |  |  |  |  |  |  |  |  |  |  |
|                         |                         |                         |                         |                         |                         |  |  |                           |                           |                           |                           |                           |                           |  |  |             |             |             |             |             |             |  |  |                           |                           |                           |                           |                           |                           |  |  |  |  |  |  |  |  |  |  |  |  |  |  |  |  |  |  |  |  |  |  |  |  |
|                         |                         |                         |                         |                         |                         |  |  |                           |                           |                           |                           |                           |                           |  |  |             |             |             |             |             |             |  |  |                           |                           |                           |                           |                           |                           |  |  |  |  |  |  |  |  |  |  |  |  |  |  |  |  |  |  |  |  |  |  |  |  |
| Julia Soaemias          | Julia Soaemias          | Julia Soaemias          | Julia Soaemias          | Julia Soaemias          | Julia Soaemias          |  |  | Julia Mamaea              | Julia Mamaea              | Julia Mamaea              | Julia Mamaea              | Julia Mamaea              | Julia Mamaea              |  |  | Geta 211    | Geta 211    | Geta 211    | Geta 211    | Geta 211    | Geta 211    |  |  | Caracalla 211–217         | Caracalla 211–217         | Caracalla 211–217         | Caracalla 211–217         | Caracalla 211–217         | Caracalla 211–217         |  |  |  |  |  |  |  |  |  |  |  |  |  |  |  |  |  |  |  |  |  |  |  |  |
| Julia Soaemias          | Julia Soaemias          | Julia Soaemias          | Julia Soaemias          | Julia Soaemias          | Julia Soaemias          |  |  | Julia Mamaea              | Julia Mamaea              | Julia Mamaea              | Julia Mamaea              | Julia Mamaea              | Julia Mamaea              |  |  | Geta 211    | Geta 211    | Geta 211    | Geta 211    | Geta 211    | Geta 211    |  |  | Caracalla 211–217         | Caracalla 211–217         | Caracalla 211–217         | Caracalla 211–217         | Caracalla 211–217         | Caracalla 211–217         |  |  |  |  |  |  |  |  |  |  |  |  |  |  |  |  |  |  |  |  |  |  |  |  |
| Elagabal 218–222        | Elagabal 218–222        | Elagabal 218–222        | Elagabal 218–222        | Elagabal 218–222        | Elagabal 218–222        |  |  | Severus Alexander 222–235 | Severus Alexander 222–235 | Severus Alexander 222–235 | Severus Alexander 222–235 | Severus Alexander 222–235 | Severus Alexander 222–235 |  |  |             |             |             |             |             |             |  |  |                           |                           |                           |                           |                           |                           |  |  |  |  |  |  |  |  |  |  |  |  |  |  |  |  |  |  |  |  |  |  |  |  |

Der neue Kaiser Macrinus sollte durch einen Militäraufstand zugunsten Elagabals entmachtet werden. Um Elagabal bei den Soldaten Popularität zu verschaffen, behaupteten seine Parteigänger, er sei in Wahrheit ein unehelicher Sohn des im Heer sehr beliebten Caracalla. Diese Vorgehensweise erwies sich als erfolgreich: Am 16. Mai 218 wurde Elagabal von einer in der Nähe von Emesa stationierten Legion zum Kaiser ausgerufen, und im Juni besiegte seine Streitmacht in Syrien die Truppen des Macrinus. Damit war der Bürgerkrieg entschieden. Nun konnte sich Maesa mit ihren beiden Töchtern Soaemias und Mamaea und ihren Enkeln Elagabal und Alexander nach Rom begeben, um dort die Macht zu übernehmen und für den jugendlichen Elagabal die Regierung zu führen. Alexander wurde von seiner Mutter und seiner Großmutter erzogen; sein Vater scheint schon früh gestorben zu sein.
Bald erwies sich aber der junge Kaiser Elagabal als eigenwillig und beratungsresistent und machte sich bei wichtigen Akteuren verhasst. Dadurch entstand eine für den Fortbestand der Dynastie sehr gefährliche Krise, die sich 220/221 zuspitzte. Daher begannen Maesa und Mamaea nun, Alexander als Nachfolger Elagabals aufzubauen. Auch der neue Hoffnungsträger wurde, ebenso wie Elagabal, als unehelicher Sohn Caracallas ausgegeben. Damit sollte die Sympathie der Soldaten, die Caracalla weiterhin sehr schätzten, gewonnen werden. Im Juni 221 wurde der noch nicht dreizehnjährige Alexander für mündig erklärt (ein Jahr früher als gewöhnlich) und erhielt die Caesarwürde. Elagabal wurde überredet, ihn zu adoptieren und so zum Nachfolger zu bestimmen. 222 bekleideten die beiden zusammen das Konsulat.
Mit der Adoption war ein Namenswechsel verbunden. Der Dynastiegründer Septimius Severus hatte sich zwecks Legitimierung seiner Herrschaft als Sohn des 180 gestorbenen beliebten Kaisers Mark Aurel ausgegeben. Damit hatte er sich in die Tradition der Adoptivkaiser gestellt, deren Epoche als Glanzperiode der römischen Geschichte galt. Caracalla und Elagabal hielten an dieser fiktiven Verbindung mit den Kaisern des 2. Jahrhunderts fest. Sie gaben mit ihren offiziellen Kaisernamen zu erkennen, dass sie sich als Angehörige der gens Aurelia, der Sippe Mark Aurels, betrachteten. Alexander ordnete sich mit seiner Adoption durch Elagabal ebenfalls in diesen Traditionszusammenhang ein. Er nahm den neuen Namen Marcus Aurel(l)ius Alexander an, mit dem er seine angebliche Zugehörigkeit zur gens Aurelia ausdrückte. Der Wechsel von Alexianus zu Alexander hängt mit der damals verbreiteten Verehrung Alexanders des Großen zusammen, die vor allem Caracalla praktiziert hatte.
Elagabal erkannte schließlich die Gefahr, die ihm von seinem Vetter Alexander drohte, und versuchte wiederholt ihn umzubringen. Vergeblich trachtete er danach, ihm den Caesartitel wieder zu entziehen. So entwickelte sich zwischen den beiden Rivalen und ihren Müttern ein Existenzkampf, in dem Maesa auf der Seite Mamaeas stand. Die Schlüsselrolle kam dabei den in Rom stationierten Soldaten zu, insbesondere den Prätorianern, der hauptstädtischen Gardetruppe, um deren Gunst sich beide Mütter bemühten. Dabei war Mamaea erfolgreicher, aber die beiden Prätorianerpräfekten hielten bis zum Schluss zu Elagabal. Meuternde Soldaten, die von Mamaea gesteuert wurden, ermordeten Elagabal am 11. März 222. Der dreizehnjährige Alexander übernahm problemlos die Kaiserwürde: Am 13. März wurde er vom Heer zum Kaiser ausgerufen, am folgenden Tag verlieh ihm der Senat den Titel Augustus. Als Grundlage seiner Zugehörigkeit zum Kaisergeschlecht der Aurelier betrachtete er fortan nicht mehr die Adoption durch Elagabal, sondern seine fiktive Abstammung von Caracalla. Auf Inschriften wurde er als Sohn des „göttlichen Antoninus“ (Caracalla) bezeichnet. Außerdem nahm er den an Septimius Severus erinnernden Namen Severus an und nannte sich Marcus Aurel(l)ius Severus Alexander. Die in der älteren Forschungsliteratur gängige Namensform Alexander Severus ist nicht authentisch.

## Regierungszeit

### Maßgebliche Rolle der Mutter

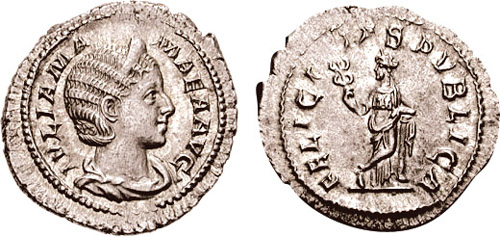
Denar der Julia Mamaea

Im Unterschied zu Elagabal erwies sich Severus Alexander als lenkbar. Zunächst führten Maesa und Mamaea gemeinsam die Regierung. Sie setzten ein Beratergremium (consilium) aus sechzehn angesehenen Senatoren ein, dem sie erheblichen Einfluss einräumten.
Maesa, die schon betagt war, starb um 224. Von da an war Mamaea faktisch bis zum Ende von Alexanders Regierungszeit die dominante Figur am Hof. Inschriften und Münzen dokumentieren ihre außergewöhnliche Rolle. Ab 222 trug sie den Titel Augusta. Weitere Titel waren „Mutter des Senats“ und „Mutter des Vaterlandes“; übereifrige Verehrer in Hispanien bezeichneten sie sogar auf einer Ehreninschrift als „Mutter des ganzen Menschengeschlechts“. Sie ließ den jungen Kaiser sorgfältig erziehen, überließ ihm aber zunächst keine Entscheidungsbefugnisse. Ein gutes Verhältnis zum Senat war ihr wichtig. Sie pflegte demonstrativ traditionelle römische Tugenden und Werte. Eigenwillige Maßnahmen Elagabals, die in der konservativen Führungsschicht (Nobilität) Anstoß erregt hatten, wurden rückgängig gemacht. Der neue, senatsfreundliche Kurs bedeutete eine Abkehr von der Politik der früheren Severer, deren Verhältnis zum Senat gespannt gewesen war. Dass Mamaeas Kooperationsbereitschaft im Senat Anklang fand, zeigt ein von Johannes Zonaras überliefertes Fragment aus dem Geschichtswerk des Senators Cassius Dio. Dort heißt es, Mamaea habe ihrem Sohn kluge Berater besorgt und unter den Senatoren die besten Ratgeber ausgewählt. Zu diesem consilium gehörte Dio selbst, der daher nicht als unbefangen gelten kann.

### Innenpolitik

#### Meutereien und Aufstände
Die Hauptschwäche der Regierung des Kaisers war das Fehlen einer eigenen Machtbasis. Mamaea und Alexander waren vom Wohlwollen der Prätorianer abhängig. Das Ausmaß des aus dieser Schwäche resultierenden Autoritätsverfalls trat schon 223 in der Prätorianerkrise dramatisch zutage: Mamaea hatte 222 dem bedeutenden Juristen Ulpian die Aufsicht über die Prätorianer anvertraut, doch gelang es ihm nicht, die Truppe zu disziplinieren. Aus geringfügigem Anlass entwickelten sich dreitägige Straßenkämpfe zwischen den Prätorianern und der Stadtbevölkerung, die zu chaotischen Verhältnissen in der Stadt führten. Erst als die bedrängten Prätorianer Häuser in Brand setzten und eine allgemeine Feuersbrunst drohte, gaben ihre Gegner nach. Ulpian konnte einen Machtkampf mit seinen Untergebenen Julius Flavianus und Geminius Chrestus für sich entscheiden; die beiden Präfekten wurden hingerichtet. Als aber im folgenden Jahr die Prätorianer meuterten, musste Ulpian in den Kaiserpalast flüchten. Dort konnte ihn Mamaea nicht schützen; in ihrer und Alexanders Anwesenheit wurde er von den Prätorianern ermordet. Der Hauptverantwortliche für den Mord, Epagathus, konnte wegen der Gefahr neuer Unruhen nicht in Rom bestraft werden. Er musste unter dem Vorwand der Ernennung zum Statthalter von Ägypten aus der Hauptstadt entfernt werden. Von Ägypten wurde er nach Kreta gebracht, wo er hingerichtet wurde.
Im ganzen Reich brachen zahlreiche Unruhen und Aufstände aus, die niedergeworfen wurden.

#### Gesetzgebung
Die Hauptquelle für die gesetzgeberische Tätigkeit Alexanders ist der Codex Iustinianus, eine Gesetzessammlung des 6. Jahrhunderts. Sie enthält 427 Verordnungen (constitutiones), die nach heutigem Forschungsstand Alexander zuzuweisen sind. Eine starke legislative Aktivität ist vor allem zu Beginn der Regierungszeit, in den Jahren 223 und 224, zu verzeichnen. In der Darstellung seiner gesetzgeberischen Ziele betonte Alexander einerseits moralische Grundsätze und die Notwendigkeit besonderer Strenge bei Verstößen, welche die soziale Ordnung gefährdeten, andererseits aber auch die herrscherliche Milde (clementia), eine nach alter Tradition wichtige Herrschertugend. Damit gab er seine Distanzierung von der Regierungspraxis seiner Vorgänger zu erkennen. Ein Themenbereich, dem sein besonderes Interesse galt, war die Regelung der appellatio, der Berufung an den Kaiser nach einem gerichtlichen Verfahren. Er wollte verhindern, dass untere Instanzen durch Einschüchterung die Berufung an den Kaiser unterbanden. Damit versuchte er seine Kontrolle über den Justizapparat zu verbessern. Ferner stellte er sich als gewissenhaften Verwalter der Staatsfinanzen dar und beteuerte seinen Wunsch, die Steuerlast zu reduzieren, den er ansatzweise in die Tat umsetzte.

#### Religionspolitik
Gegenüber den Christen, die schon unter Elagabal nicht verfolgt worden waren, war die Regierung Alexanders und seiner Mutter tolerant. Mamaea stand mit dem prominenten Kirchenschriftsteller Origenes in Kontakt, aber die Behauptungen spätantiker christlicher Quellen, ein Teil der Umgebung des Kaisers oder gar seine Mutter selbst habe den christlichen Glauben praktiziert, sind nicht glaubwürdig. Anscheinend neigten Mamaea und Alexander – einer Tendenz ihrer Zeit folgend – zum Synkretismus, zur Vermischung von Einflüssen verschiedener Religionen. Die erst in der Spätantike auftauchende Behauptung, Alexander habe in einer privaten Kultstätte neben den vergöttlichten Kaisern und anderen vorbildlichen Persönlichkeiten auch Christus, Abraham und Orpheus verehrt, wird von der Forschung sehr skeptisch betrachtet. Zugleich beauftragte Mamaea Philostratos, eine Lebensbeschreibung des Apollonios von Tyana zu verfassen, von dem ähnliche Wunder wie von Jesus berichtet wurden.

### Bautätigkeit

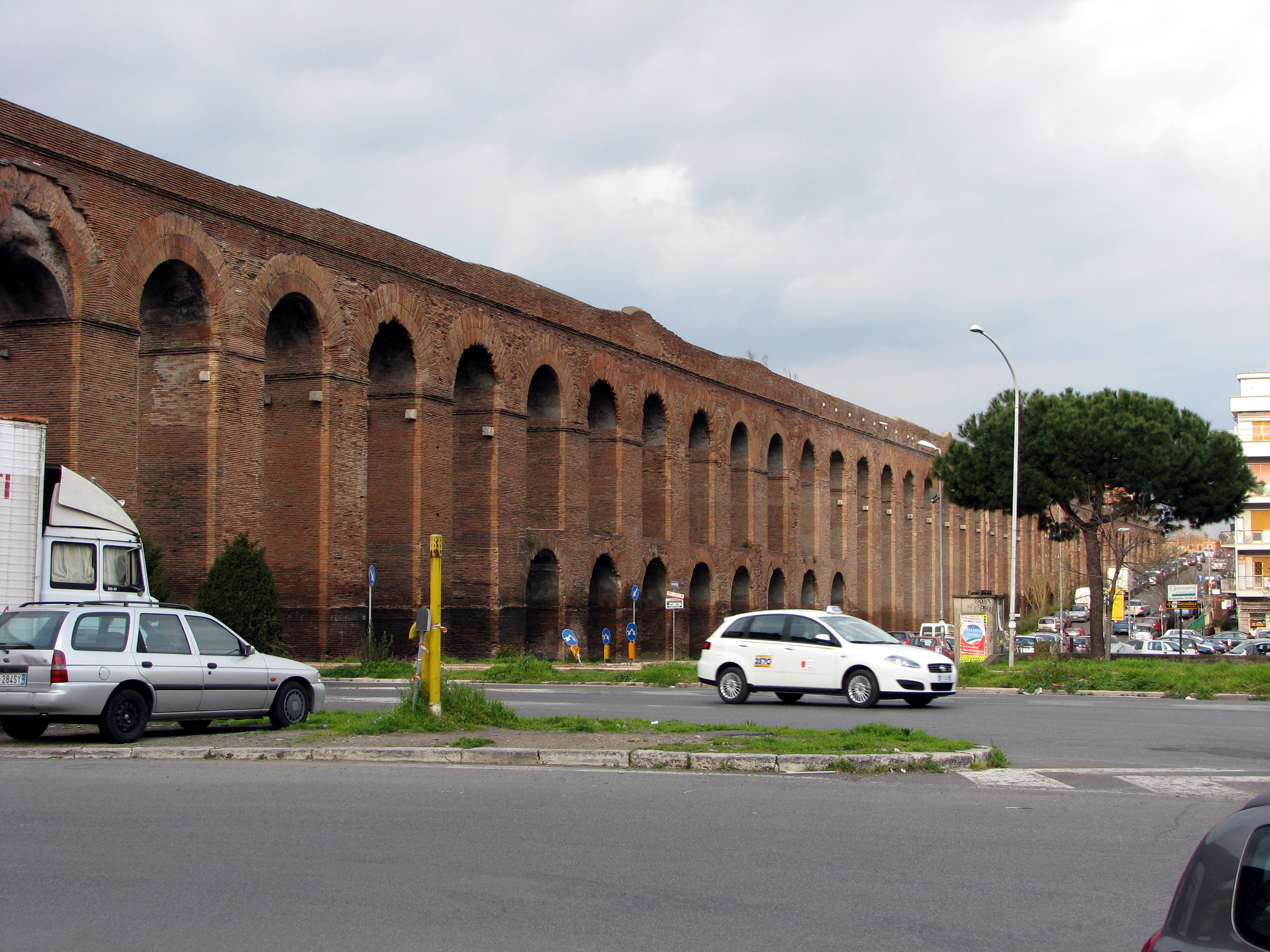
Aqua Alexandrina

In der Historia Augusta wird von ausgedehnter Bautätigkeit Alexanders berichtet. Ihren Angaben zufolge hat er sowohl neue Bauwerke errichtet als auch alte renoviert. Die Einzelheiten sind nur teilweise nachprüfbar; zum Teil – etwa beim angeblichen Projekt der Basilica Alexandrina – dürfte es sich um erfundene Behauptungen des unzuverlässigen Geschichtsschreibers handeln. Gut bezeugt ist Alexanders Erweiterung der Nerothermen, die thermae Alexandrinae. Auch ein Aquädukt, den er errichten ließ, die aqua Alexandrina, wurde nach ihm benannt; eine Münze von 226 bestätigt den Bau. Im 17. Jahrhundert konnte der Aquädukt identifiziert werden. Der Verlauf der Wasserleitung außerhalb der Stadt ist nur zum Teil bekannt; wie sie innerhalb des antiken Stadtgebiets verlief, ist unbekannt. Zu den Bauten, die renoviert wurden oder deren Wiederherstellung zumindest geplant war, sollen ein Theater – offenbar das Marcellustheater –, der Circus Maximus, das Kolosseum und ein Stadion – wahrscheinlich das Stadion Domitians – gehört haben. Ferner ließ er angeblich in Rom zahlreiche Bäder bauen. Er soll auch von Trajan gebaute Brücken ausgebessert und neue gebaut haben; da eine solche Renovation in einem Fall inschriftlich bezeugt ist, gilt die Nachricht als glaubwürdig.

### Ehe

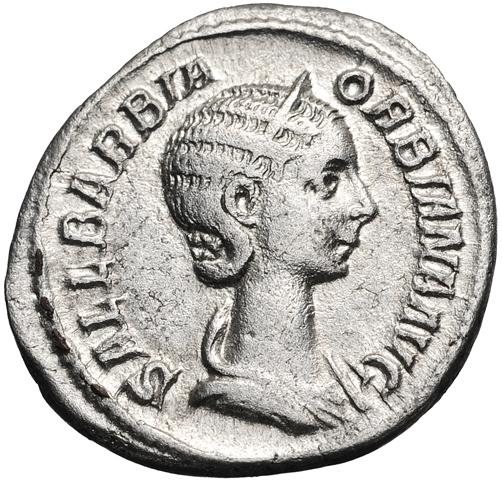
Denar der Orbiana

Mamaea suchte für Alexander die Patrizierin Orbiana als Ehefrau aus. Orbiana stammte aus einer vornehmen senatorischen, aber politisch unbedeutenden Familie. Die im Jahr 225 geschlossene Ehe blieb kinderlos und hielt nicht lange, denn es kam zu einem Machtkampf zwischen der Mutter und dem Schwiegervater des Kaisers. Orbianas Vater Seius Sallustius versuchte erfolglos die Prätorianer gegen Mamaea aufzuwiegeln. Mamaea setzte sich durch, sie erzwang 227 die Scheidung der Ehe ihres Sohnes. Seius Sallustius wurde hingerichtet, Orbiana nach Afrika verbannt. Diesmal erwiesen sich die Prätorianer als loyal, doch wagte es Mamaea nach dieser Erfahrung nicht, ihren Sohn erneut zu verheiraten. Das Fehlen eines Nachkommen und einer Nachfolgeregelung verschärfte die prekäre Situation.
Der Geschichtsschreiber Herodian behauptet, Alexander habe eigentlich auf der Seite seiner Frau und seines Schwiegervaters gestanden, aber seiner Mutter nicht zu widersprechen gewagt. Solches Hintergrundwissen ist Herodian aber kaum zuzutrauen; vermutlich gibt er Gerüchte wieder, die damals bei den Gegnern Mamaeas, zu denen er selbst zählt, kursierten.
In der Historia Augusta, einer spätantiken Quelle, wird mit Berufung auf den athenischen Geschichtsschreiber Dexippus mitgeteilt, Alexander habe seinen Schwiegervater zum Caesar ernannt. Der Schwiegervater wird hier Macrinus oder Macrianus genannt. In älterer Forschungsliteratur wurde dieser angebliche Caesar entweder mit Seius Sallustius identifiziert oder mit dem Vater einer hypothetischen früheren Ehefrau Alexanders. Nach heutigem Forschungsstand ist jedoch davon auszugehen, dass Orbiana die einzige Gemahlin Alexanders war und dass Seius Sallustius nicht zum Caesar erhoben wurde. Möglicherweise ist Sallustius mit Quintus Sallustius Macrinianus identisch, der unter Septimius Severus als Statthalter der Provinzen Mauretania Caesariensis und Mauretania Tingitana amtierte. Dies könnte den in der Historia Augusta angegebenen Namen erklären.

### Außenpolitik und Kriege
Außenpolitische Konflikte, die ein militärisches Vorgehen erforderlich machten, waren für Alexander wegen seiner schmalen Machtbasis und mangelnden militärischen Kompetenz riskant. Sowohl eine Abwesenheit des Kaisers von der Hauptstadt als auch die Beauftragung eines Kommandeurs mit einem Feldzug bedeutete eine existenzielle Gefährdung, da jede solche Konstellation Anreiz zu einer Rebellion bieten konnte. Diese Labilität der Herrschaft trat in den letzten Jahren von Alexanders Regierungszeit zutage, als es zu zwei großen militärischen Auseinandersetzungen kam: dem Perserkrieg und dem Germanenkrieg. Beide erforderten die Anwesenheit des Kaisers.

#### Die persische Herausforderung
Im Osten hatte Ardaschir I., ursprünglich ein persischer Vasall des Partherreichs, in den zwanziger Jahren des dritten Jahrhunderts die Macht des parthischen Königsgeschlechts der Arsakiden gebrochen und das persische Sasanidenreich gegründet. In Armenien stießen die Perser allerdings auf hartnäckigen Widerstand, denn dort hatten die Arsakiden starken Rückhalt. Mit der sasanidischen Expansion bahnte sich eine militärische Konfrontation des römischen und des neupersischen Reichs an. 230 oder 231 drang ein persisches Heer in die römische Provinz Mesopotamia ein, verwüstete sie und belagerte Nisibis. Die Römer fürchteten überdies eine Bedrohung Syriens und Kappadokiens. Auf der römischen Seite wurde die Gefahr sehr ernst genommen; man unterstellte dem Sasaniden die Absicht einer Wiedererrichtung des altpersischen Achaimenidenreichs, zu dem alle später römischen Gebiete Vorderasiens gehört hatten. Tatsächlich scheint Ardaschir an die Tradition altpersischer Machtentfaltung angeknüpft zu haben, wenn auch seine Geschichtskenntnisse wohl bescheiden waren. Allerdings gibt es keinen stichhaltigen Beleg dafür, dass er wirklich eine Forderung auf alle einstmals achaimenidischen Territorien erhob. Die meisten Forscher gehen heute vielmehr davon aus, dass die Römer lediglich aus dem von ihnen unter Septimius Severus besetzten Nordmesopotamien vertrieben werden sollten.
Alexander versuchte zu verhandeln. Nach Herodians Darstellung ließ er Ardaschir durch eine Gesandtschaft ein Schreiben zukommen, in dem er an vergangene römische Siege über die Parther erinnerte und den Sasaniden zur Respektierung der bestehenden Grenze aufforderte. Sein Bemühen um eine friedliche Beilegung des Konflikts blieb jedoch erfolglos. Ardaschir ließ sich nicht beeindrucken, sondern setzte unbeirrt seinen Expansionskurs fort. Daher musste der Kaiser im Frühjahr 231 mit Mamaea Rom verlassen, um die Gegenoffensive persönlich zu leiten. Dafür wurden starke Truppen von den Westgrenzen nach Osten verlegt. Offenbar befahl man darum zuvor noch einen Abschreckungsangriff auf die unruhigen germanischen Stämme am Rhein, denn laut einer Inschrift errang die Legio I Minervia Pia Fidelis Severiana Alexandriana unter ihrem Legatus Titius Rufinus im Jahr 231 auf rechtsrheinischem Gebiet einen Sieg und errichtete auf dem Schlachtfeld einen Altar für Jupiter. Es sollte sich allerdings bald zeigen, dass der Erfolg nicht von Dauer war.
Auf die an der Ostgrenze stationierten Truppen, die bei einer Meuterei ihren Befehlshaber Flavius Heracleo getötet hatten, war hingegen wenig Verlass. Ihre Disziplin und Kampfmoral waren offenbar schlecht.
Den Winter 231/232 verbrachte Alexander in Antiocheia, wo er den Feldzug vorbereitete. Erneut schickte er eine Gesandtschaft mit einem Friedensvorschlag zu Ardaschir. Der Sasanide reagierte mit einer Gegengesandtschaft, die aus vierhundert bewaffneten persischen Reitern bestanden haben soll. Herodian behauptet, die persischen Gesandten hätten die Herausgabe Syriens und Kleinasiens verlangt. Zwar ist kaum anzunehmen, dass Herodian die Äußerungen der Gesandten korrekt wiedergibt, doch ist davon auszugehen, dass seine Darstellung einen historischen Kern hat. Dieser besteht wohl darin, dass Ardaschir Forderungen erhob, von denen er wusste, dass sie für die römische Seite unannehmbar und provokativ waren. Alexander ließ die Gesandten festnehmen, was einen schweren Verstoß gegen die diplomatischen Regeln darstellte.

#### Der Feldzug gegen die Perser
Im Frühjahr 232 begann die römische Offensive. Das römische Heer rückte in drei getrennt marschierenden Kolonnen vor. Der Angriff zielte auf das Zentrum des Perserreichs, die Doppelstadt Seleukeia-Ktesiphon. Der nördliche Heeresteil drang über Armenien vor. Dort behaupteten sich weiterhin arsakidische Kräfte. Ob die Armenier die Römer unterstützten oder den römischen Durchmarsch nur duldeten, ist in der Forschung umstritten. Der Kaiser marschierte mit dem Zentrum der römischen Streitmacht über Palmyra in Richtung der damals von Feinden der Sasaniden kontrollierten Stadt Hatra. Die südliche Abteilung bewegte sich dem Euphrat entlang vorwärts.
Der Verlauf der Kämpfe ist unklar. Anscheinend war das römische Oberkommando von der Aufgabe, die anspruchsvolle Strategie mit getrennt marschierenden Heeresteilen plangemäß umzusetzen, überfordert. Die südliche der drei römischen Heeresgruppen wurde vom Perserkönig gestellt und weitgehend aufgerieben. Dabei sollen aber auch die Perser erheblich geschwächt worden sein. Daraufhin traten die beiden anderen römischen Heeresgruppen den Rückzug an. Dabei erlitten die Römer schwere Verluste, da viele ausgehungerte und erschöpfte Soldaten unterwegs ums Leben kamen. Insbesondere die nördliche Heeresgruppe hatte auf ihrem Rückmarsch durch das armenische Hochland zahlreiche Todesfälle zu beklagen. So büßten beide Seiten vorerst die Fähigkeit ein, weiterhin offensiv vorzugehen. Die römischen Soldaten machten den Kaiser für den enttäuschenden Verlauf des Feldzugs verantwortlich. Nur mit einem großzügigen Geldgeschenk konnte er ihre Wut besänftigen.
Obwohl die Römer von der Erreichung ihres Kriegsziels, der Einnahme der feindlichen Hauptstadt, weit entfernt waren, und trotz ihrer schweren Verluste, konnte das Ergebnis als römischer Teilerfolg betrachtet werden, denn die gegnerische Seite hatte vorläufig ihre Offensivkraft verloren und die Römer mussten keine Gebietsverluste hinnehmen. Ein Friede wurde nicht geschlossen, weitere Kampfhandlungen unterblieben wegen Erschöpfung beider Seiten. Den Winter 232/233 verbrachten Mamaea und Alexander wiederum in Antiocheia, dann kehrten sie laut der Historia Augusta nach Rom zurück. Dort feierte Alexander am 25. September 233 den Ausgang des Feldzugs angeblich mit einem Triumph, dessen Historizität in der Forschung umstritten ist.

#### Germanenfeldzug und Sturz
Wegen der durch den Perserkrieg bedingten Entblößung der Rhein- und der Donaugrenze hatten 233/234 Germanen größere Beutezüge unternehmen und einige Befestigungsanlagen zerstören können. Als dies nach dem verlustreichen Feldzug gegen Ardaschir in Alexanders Heer bekannt wurde, verstärkte sich laut Herodian der Missmut der Soldaten aus dem Norden, die für den Perserkrieg in den Osten verlegt worden waren und nun erfuhren, dass ihre ungeschützt gebliebenen Angehörigen den Angriffen der Germanen ausgesetzt waren. Ihre Wut richtete sich gegen den Kaiser. Die Soldaten waren an ihren gewohnten Stationierungsorten verwurzelt, Einsätze in fernen Regionen waren ihnen verhasst, und Alexander, der aus dem Osten stammte, war dem Verdacht ausgesetzt, dem Schutz seiner Heimatregion den Vorzug zu geben.
Bei den germanischen Angreifern handelte es sich vielleicht um den Stammesverband der Alamannen, einen neuen Gegner der Römer. Die Lage war so bedrohlich, dass sich Mamaea und Alexander an die nördliche Front begeben mussten, da sie offenbar niemandem das Oberkommando anvertrauen konnten. Sie zogen spätestens in der zweiten Jahreshälfte 234 oder Anfang 235 an den Rhein. Herodians Bericht legt sogar nahe, dass sie sich vom Osten kommend ohne Umwege an den Rhein begaben (was einen Triumphzug in Rom ausschließen würde). Das römische Hauptquartier befand sich in Mogontiacum, dem heutigen Mainz.
Die Herrschaft des inzwischen sechsundzwanzigjährigen Kaisers, der weiterhin unter dem übermächtigen Einfluss seiner Mutter stand, war unter diesen Umständen besonders gefährdet, da er von den Soldaten nicht respektiert wurde und Mamaea als Frau an der Front keine Autorität hatte. Angesichts der Schwäche des Oberbefehlshabers war für einen bei der Truppe beliebten Kommandeur die Versuchung zum Staatsstreich groß, zumal es keinen Thronfolger gab. Im Osten war es anscheinend bereits zur Erhebung des Gegenkaisers Taurinus gekommen, die jedoch folgenlos blieb, da der Usurpator im Euphrat ertrank. Eine weitere Gefahr lag darin, dass Caracalla das Militär finanziell verwöhnt hatte. Die durch solche Großzügigkeit anfallenden Zusatzkosten bildeten eine schwere Belastung des Staatshaushalts. Mamaea sparte konsequent und war daher als knauserig verhasst. Zurückhaltung bei den gewohnten Sonderzuwendungen (Donativen) an die Soldaten musste bei der Truppe zu einer explosiven Lage führen. Das Ausbleiben schneller Kampferfolge und die unsoldatische Haltung des Kaisers trugen zur schlechten Stimmung bei. Die Kombination all dieser Faktoren führte zur Katastrophe.
Angesichts der prekären Verhältnisse scheuten Mamaea und Alexander das Risiko des Kampfes. Sie erstrebten wie schon im Perserkrieg eine Verhandlungslösung. Dabei fassten sie Zahlungen ins Auge, mit denen sie den Frieden erkaufen und vielleicht auch die Unterstützung germanischer Verbände bei der Grenzsicherung gewinnen wollten. Bei den Soldaten, die auf Sieg und Beute hofften und die Verhandlungsbereitschaft als Schwächezeichen deuteten, löste dieses Vorgehen zusätzliche Erbitterung aus. Sie verübelten dem Kaiser, dass er nicht ihnen, sondern dem Feind gegenüber finanzielle Großzügigkeit zeigen wollte. Hinzu kam, dass die Soldaten bei einem Regierungswechsel mit dem üblichen großzügigen Donativ des neuen Herrschers rechnen konnten. Daher meuterte ein Teil des Heeres – hauptsächlich Rekruten aus Pannonien – und erhob den für die Rekrutenausbildung zuständigen ritterlichen Offizier Maximinus Thrax zum Kaiser. Maximinus versprach eine Verdoppelung des Soldes, eine üppige Sonderzuwendung und Amnestie bei allen Disziplinarstrafen.
Es gelang Alexander nicht, loyale Einheiten zum Widerstand zu motivieren. Niemand wollte für ihn und seine Mutter kämpfen, seine Soldaten liefen zum Gegner über. Auf Befehl des Maximinus wurden Mamaea und Alexander im März 235 in der Nähe von Mogontiacum in ihrem Zelt im Feldlager ermordet. Der Todesort vicus Britanniae wird von manchen Forschern mit Mainz-Bretzenheim identifiziert, doch ist diese Lokalisierung sehr umstritten. Manche Freunde und Günstlinge Alexanders ließ der neue Kaiser ebenfalls ermorden, doch ist Herodians Behauptung, er habe sie alle umgebracht, sicher übertrieben.
Mit Alexanders Tod endete die Dynastie der Severer. Sein Nachfolger Maximinus eröffnete die Epoche der Soldatenkaiser.

## Ikonographie

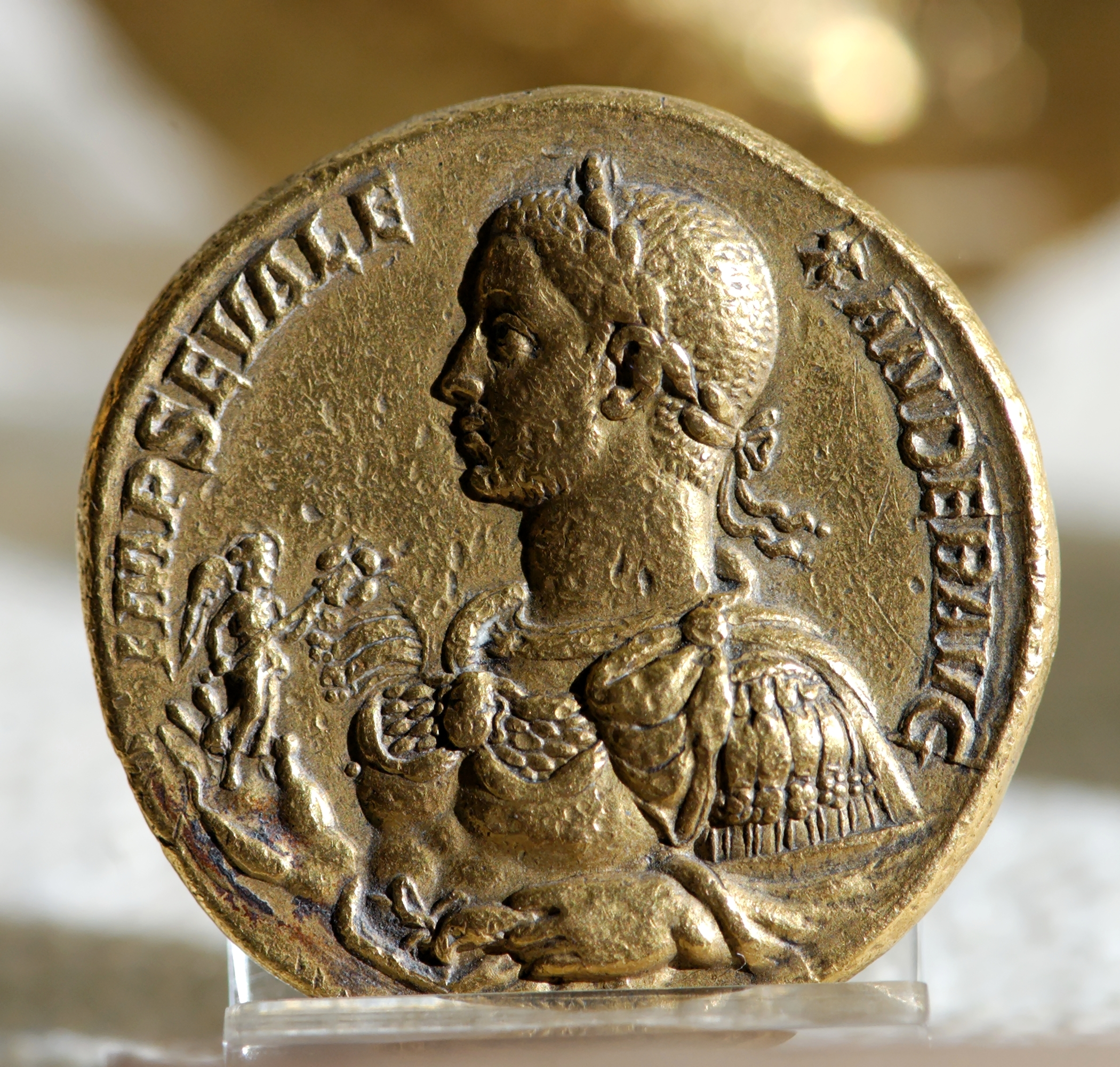
Gold-Multiplum des Severus Alexander

Alexanders Münzen zeigen ihn zum Teil noch als bartlosen Knaben oder mit Bartflaum, später mit Schnurrbart und Backenbart. Auch auf den Münzbildnissen aus dem Erwachsenenalter macht er einen relativ jungen Eindruck. Gewöhnlich trägt er auf den Münzen einen Lorbeerkranz, selten einen Strahlenkranz. Die Rundplastiken lassen sich anhand der Münzbildnisse bestimmen; in manchen Fällen ist unklar, ob es sich tatsächlich um Alexander handelt.

## Rezeption

### Antike und Mittelalter
Unklar ist, ob Maximinus über Alexander und Mamaea nach ihrem Tod die damnatio memoriae verhängen ließ. Ein formeller Senatsbeschluss über die Auslöschung der Erinnerung an den ermordeten Kaiser ist nicht überliefert. Zwar wurden einige Bildnisse Alexanders und seiner Mutter verstümmelt und ihre Namen auf einigen Inschriften getilgt, doch handelte es sich möglicherweise nicht um staatlich angeordnete Maßnahmen, sondern um spontane Aktionen. Maximinus regierte nicht lange, er wurde 238 von meuternden Soldaten ermordet. Damit trat ein Umschwung ein, denn nun setzten sich seine senatorischen Gegner durch. Maximinus verfiel der damnatio memoriae. Im Zuge dieser Entwicklung wurde Alexander zum divus („Göttlichen“) erhoben. Im Rahmen des Kaiserkults wurde er fortan als Gottheit verehrt.
Die Hauptquellen sind die Geschichtswerke der Zeitgenossen Herodian und Cassius Dio sowie die Lebensbeschreibung Alexanders in der mehr als ein Jahrhundert nach den Ereignissen entstandenen Historia Augusta. Cassius Dio war unter Alexander Konsul. Er repräsentiert die senatorischen Kreise, für die Mamaeas und Alexanders Bilanz positiv war, und schildert den Kaiser wohlwollend. Seine Darstellung bricht vor dem Beginn des Germanenfeldzugs ab. Auch Herodian zeigt Sympathie für den letzten Severer. Er beschreibt ihn als sanft, gutwillig, gerecht und frei von Grausamkeit, betont aber auch missbilligend seine Abhängigkeit von seiner Mutter, der er die Schuld für das Scheitern des Kaisers gibt, und seinen Mangel an soldatischen Tugenden. Die Mutlosigkeit Alexanders in seinen letzten Lebenstagen schildert Herodian drastisch; er vermittelt den Eindruck, dass der Kaiser in einer gefährlichen Situation völlig überfordert war. Herodians Glaubwürdigkeit wird von seiner Neigung zu dramatischen Effekten und zum Moralisieren beeinträchtigt.
Die positive Einschätzung der zeitgenössischen Geschichtsschreiber steigert sich in der Alexander-Biographie der spätantiken Historia Augusta zu einer Verherrlichung mit ausgeprägt legendenhaften Zügen. Hier verkörpert Alexander das Herrscherideal des unbekannten Autors; seine Lebensbeschreibung ist die längste aller Kaiserbiographien der Historia Augusta. Der Tod des letzten Severers erscheint als Zäsur in der römischen Geschichte, die den Übergang zu einer Periode der Instabilität und des Niedergangs markiert. Der Wert dieser Quelle wird von der Forschung gering veranschlagt. Ihre Angaben über angebliche Reformen Alexanders gelten heute als erfunden. Auch Aurelius Victor und Eutropius, zwei weitere lateinisch schreibende spätantike Autoren, stellen Alexander als tüchtigen Kaiser und Sieger über die Perser dar. Aurelius Victor vermerkt auch, dass nach Alexanders Tod der Niedergang des Reichs eingesetzt habe. Diese Geschichtsschreiber bezogen ihre Informationen aus der heute verlorenen Enmannschen Kaisergeschichte, die offenbar bereits ein solches Bild vermittelte.
Das insgesamt vorteilhafte Charakterbild Alexanders, das die erzählenden Quellen zeichnen, kontrastiert scharf mit ihren verdammenden Urteilen über seinen Vorgänger und seinen Nachfolger. Der letzte Severer erscheint als milder, tugendhafter, gerechter und populärer Herrscher.
Im 4. Jahrhundert stellte der pagane Kaiser Julian in seiner Satire Caesares Alexander als Narren und Jammergestalt dar, wobei er von Herodians Angaben ausging. In der Satire wird Alexander verspottet, da er sich auch als Erwachsener nicht gegen seine Mutter durchgesetzt, sondern ihr die Kontrolle über die Finanzen überlassen habe.

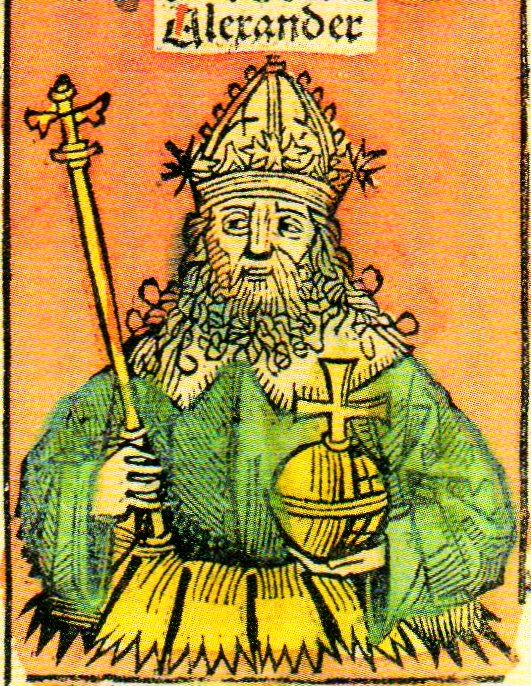
Severus Alexander als „Alexander römischer kaiser“ in Hartmann Schedels Weltchronik von 1493

Bei spätantiken christlichen Autoren und in der byzantinischen Geschichtsschreibung fand die angebliche Frömmigkeit Mamaeas besondere Beachtung. Manche Autoren machten aus ihr eine Christin. Eine relativ ausführliche Darstellung von Alexanders Herrschaft gab im 12. Jahrhundert Johannes Zonaras.

### Frühneuzeitliche Oper
Im 18. Jahrhundert wurde der Machtkampf zwischen Mamaea und Orbiana wiederholt als Oper vertont. Große Verbreitung hatte das Libretto Alessandro Severo von Apostolo Zeno, dessen erste Vertonung durch Antonio Lotti 1716 uraufgeführt wurde. Auch das Libretto von Giovanni Battista Pergolesis erster Oper La Salustia ist eine Überarbeitung von Zenos Text. Die Uraufführung fand 1732 in Venedig statt. Hier ist die Kaiserin Salustia die heroisch liebende Heldin, Alessandro der schwache Gatte, der sich seiner herrschsüchtigen Mutter Giulia unterwirft. Auch Georg Friedrich Händel beschäftigte sich mit dem Leben des Kaisers in seiner Oper Alessandro Severo aus dem Jahre 1737/38.

### Forschung
Im 18. Jahrhundert dominierte noch das von der Historia Augusta gezeichnete traditionelle Bild eines klugen, tugendhaften, menschlichen und vom Volk geliebten Herrschers, das Edward Gibbon übernahm. Noch Jacob Burckhardt war davon stark beeinflusst; er schrieb 1853, Alexander sei „ein wahrer Sanct Ludwig des Altertums“ gewesen, der „aus reinem sittlichem Willen“ den „unendlich vielen Versuchungen zum Despotismus“ widerstanden und „in die Bahn der Gerechtigkeit und der Milde“ eingelenkt habe. Dieser „im Verhältnis zu seiner Gesamtumgebung unbegreifliche Mensch“ habe „in einem Jahrhundert, welches nur von Furcht wusste“, keine Achtung erlangen können, sondern zwangsläufig scheitern müssen.
Seit dem 19. Jahrhundert hat sich jedoch eine ungünstige Einschätzung durchgesetzt, wobei die verhängnisvolle Unselbständigkeit und mangelnde Entschlossenheit Alexanders hervorgehoben wird. Ein vernichtendes Urteil fällte Alfred von Domaszewski (1909). Er bezeichnete Alexander als den „jammervollsten aller Cäsaren“. Zu seiner Regierungszeit habe sich „auch der letzte Schein der Ordnung im Reiche“ aufgelöst, die Folge einer verfehlten Politik sei ein „vollständiger Zusammenbruch der ganzen Verwaltungsordnung“ gewesen. Ernst Kornemann (1939) meinte, der „schwache, niemals zum Manne gereifte“ Alexander sei zu Unrecht von einer verdorbenen Überlieferung zu einer „Lichtgestalt mit einem seltsamen Heiligenschein“ gemacht worden. Dieses Bild sei von der kritischen Forschung als unhistorisch erwiesen worden. Wilhelm Enßlin (1939) stellte fest, der junge Kaiser habe seine Aufgabe nicht erfüllen können, da er trotz seines Namens weder ein (Septimius) Severus noch ein Alexander (der Große) gewesen sei. Alfred Heuß (1960) charakterisierte Alexander als „unbedeutenden, aber wenigstens harmlosen jungen Menschen“, aus dem „kein Mann geworden“ sei. Für Hermann Bengtson (1973) war Alexander „ein schwacher, mittelmäßiger Herrscher, der weder auf politischem noch auf militärischem Gebiet irgend etwas Bemerkenswertes geleistet hat“; für seine Regierung sei „das Frauenregiment charakteristisch“ gewesen. Auch Karl Christ (1988) weist darauf hin, dass Alexander „im Grunde niemals zur völligen Unabhängigkeit“ gelangt sei. Härte und Durchsetzungsvermögen hätten ihm gefehlt, er habe „nur von einer Krise zur andern lavieren“ können. Bruno Bleckmann (2002), der Alexander als „Muttersöhnchen“ bezeichnet, meint, Mamaeas Machtentfaltung sei nicht mit orientalischer Frauenherrschaft zu erklären, sondern einfach damit, dass „der Kaiser noch ein halbes Kind war“. Zwar habe Alexander in seinen letzten Regierungsjahren wohl auch eigene Entscheidungen getroffen, doch seine Weigerung, den Soldaten die erwarteten Geldgeschenke zu machen, sei Ausdruck einer unrealistischen Haltung und angesichts der Zeitumstände ein fataler Fehler gewesen.